# Paratheuma makai
Paratheuma makai är en spindelart som beskrevs av Berry och Joseph A. Beatty 1989. Paratheuma makai ingår i släktet Paratheuma och familjen Desidae. Inga underarter finns listade i Catalogue of Life.